# 楼梯草
楼梯草（学名：Elatostema involucratum），又稱蔣草、心草、冷清草、邵語:sailu，为荨麻科楼梯草属的植物。分布于日本以及中国大陆的福建、湖北、贵州、广西、云南、安徽、江西、河南、浙江、甘肃、四川、广东、江苏、湖南、陕西，及台灣等地，生长于海拔200米至2,000米的地区，多生长在山谷沟边石上及林中灌丛中，目前尚未由人工引种栽培。

## 别名
半边伞、养血草（四川） 冷草（湖北） 鹿角七、上天梯（陕西）

## 异名
- Elatostema umbellatum Bl. var. majus Maxim.

## 外部連結
- 冷清草-台灣野生植物資料庫 （页面存档备份，存于）